# Josip Weber
Josip Weber (narozen jako Josip Veber, 16. listopadu 1964, Slavonský Brod - 8. listopadu 2017 tamtéž) byl chorvatský fotbalista, který reprezentoval Belgii na mistrovství světa ve fotbale 1994.
Hrál jugoslávskou nejvyšší soutěž, s týmem Hajduk Split vyhrál jugoslávský pohár 1987. V roce 1988 přestoupil do belgického týmu Cercle Brugge. V každé z šesti odehraných sezon byl nejlepším střelcem svého klubu, v letech 1992 až 1994 získal tři tituly nejlepšího ligového střelce v řadě. Po MS 1994 přestoupil do RSC Anderlecht, kde se však už kvůli zdravotním problémům výrazněji neprosadil.
V červenci 1992 odehrál tři zápasy za chorvatskou fotbalovou reprezentaci na půdě Austrálie. Nově vzniklý stát zmítaný občanskou válkou však ještě nebyl členem FIFA, proto Weber využil nabídku naturalizace od Belgičanů, kteří tehdy postrádali kvalitního střelce. Uvedl se slibně, když v přípravném utkání na MS 1994, ve kterém Belgičané porazili Zambii 9:0, vstřelil pět branek. Na samotném šampionátu však vyšel ve všech čtyřech zápasech střelecky naprázdno.